# Meidijk

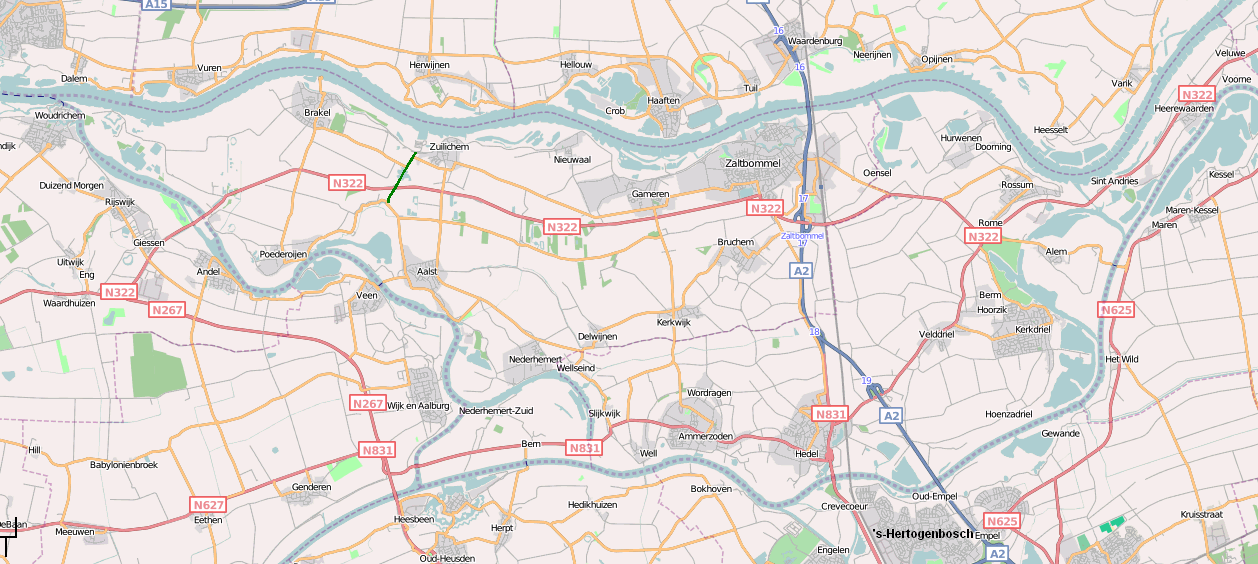
Locatie van de Meidijk (groen) in de Bommelerwaard

De Meidijk is een dijk en weg in de Bommelerwaard, noord-zuid lopend tussen Zuilichem en Aalst in de Nederlandse gemeente Zaltbommel. Het is een binnendijk die de dijken van de Waal en de Afgedamde Maas met elkaar verbindt.

## Geschiedenis
Het oosten van de Bommelerwaard ligt hoger dan het westelijk deel en is dichter bevolkt. In het begin van de 14e eeuw was het grootste deel van de Bommelerwaard met dijken beschermd tegen het water van de Waal en de Maas, hoewel rampzalige dijkdoorbraken sindsdien tientallen keren niet konden worden voorkomen. Het westen van de Bommelerwaard werd echter niet bedijkt, omdat dit relatief groot en dunbevolkt was. Daarom werd er tussen Zuilichem en Aalst, waar de Waal en de Maas elkaar relatief dicht naderden, een dijk aangelegd. Hierdoor werd de dijkring om de Bommelerwaard voltooid en was het gebied ten oosten van de dijk beschermd tegen hoog water in het westen. Dit leidde tot een tweedeling in de Bommelerwaard: het gebied "boven de Meidijk" was beschermd, het gebied "beneden de Meidijk" niet.
In de 15e eeuw wilde men toch het gebied beneden de Meidijk deels bedijken. Daarom werd een nieuwe noord-zuiddijk tussen de Waal en de Maas aangelegd, de Nieuwe Dijk tussen Brakel en Poederoijen. Na de aanleg van deze dijk was alleen het gebied ten westen daarvan, het Munnikenland, nog onbeschermd.
Het onderscheid tussen het gebied "boven de Meidijk" en het gebied "beneden de Meidijk" bleef echter bestaan. Als het gebied ten oosten van de dijk te maken had met een overstroming, werd de dijk doorgestoken zodat het water kon weglopen. Bij een overstroming ten westen van de Meidijk, beschermde deze het gebied ten oosten ervan. De Meidijk was voor het oosten dus een lust, voor het westen vooral een last. Daarom werkten de dorpen ten oosten van de dijk intensief samen bij het onderhoud.
Langs de Meidijk bevinden zich de Meidijkse Wielen, een overblijfsel van dijkdoorbraken uit het verleden. Na de dijkdoorbraak van 1809 werd de dijk dwars door de wielen heen heraangelegd.